# 周李庄站
周李庄站是一个京沪铁路和天津西南环铁路上的铁路车站，位于天津市西青区张家窝镇，建于1939年，目前为四等站，邮政编码为300800。目前客运：办理旅客乘降；不办理行李、包裹托运；货运：仅办理专用线、专用铁道整车货物发到。